# از دوشنبه‌ها بیزارم
از دوشنبه‌ها بیزارم (لهستانی: Nie lubię poniedziałku؛ ‏انگلیسی: I Hate Mondays) یک فیلم کمدی لهستانی به کارگردانی تادئوش خمیلفسکی است که در سال ۱۹۷۱ منتشر شد.

## بازیگران
- یژی تورک
- آندژی گاورونسکی
- آندژی خردر
- بوگوش بیلفسکی
- میچیسواف چخوویچ
- هالینا کووالسکا
- کاژیمیش رودزکی
- هنریک واپینسکی
- واتسواف کووالسکی
- استانیسواف میلسکی
- ماریان گلینکا
- لئونارد آندژیفسکی
- ایرنا اسکویرچینسکا
- میچل کوال
- لخ اُردن
- کریستینا بوروویچ
- بوهدان وازوکا
- آدام مولارچیک
- آندژی کراشیتسکی
- کنراد مورافسکی
- زجیسواف شیماینسکی
- زبیگنیف کوچانوویچ
- استفان اشمیت
- چسواف لاسوتا